# UTC+3:00
UTC+3 — часовой пояс, использующийся в следующих государствах и территориях:

## В течение всегогода
- Россия:
  - Московское время: 
    - Северо-Западный федеральный округ
      -  Карелия
      -  Республика Коми
      -  Архангельская область (включая архипелаг Новая Земля)
        -  Ненецкий автономный округ

      -  Вологодская область
      -  Ленинградская область
      -  Мурманская область
      -  Новгородская область
      -  Псковская область
      -  Санкт-Петербург

    - Центральный федеральный округ
      -  Москва
      -  Белгородская область
      -  Брянская область
      -  Владимирская область
      -  Воронежская область
      -  Ивановская область
      -  Калужская область
      -  Костромская область
      -  Курская область
      -  Липецкая область
      -  Московская область
      -  Орловская область
      -  Рязанская область
      -  Смоленская область
      -  Тамбовская область
      -  Тверская область
      -  Тульская область
      -  Ярославская область

    - Приволжский федеральный округ:
      -  Кировская область
      -  Нижегородская область
      -  Марий Эл
      -  Татарстан
      -  Чувашия
      -  Мордовия
      -  Пензенская область

    - Южный федеральный округ
      -  Адыгея
      -  Волгоградская область
      -  Калмыкия
      -  Краснодарский край
      -  Республика Крым[1]
      -  Ростовская область
      -  Севастополь[1]

    - Северо-Кавказский федеральный округ
      -  Дагестан
      -  Ингушетия
      -  Кабардино-Балкария
      -  Карачаево-Черкесия
      -  Северная Осетия
      -  Ставропольский край
      -  Чечня
- Беларусь
- Республика Абхазия (частично признанное государство)[2]
- Южная Осетия (частично признанное государство)[2]
- Ирак
- Кувейт
- Бахрейн
- Катар
- Саудовская Аравия
- Сирия
- Турция
- Северный Кипр (частично признанное государство)
- Иордания
- Йемен
- Эритрея
- Джибути
- Эфиопия
- Сомали
- Уганда
- Кения
- Танзания
- Коморы
- Майотта ( Франция)
- Французские Южные и Антарктические территории ( Франция):
  - Острова Эпарсе
- Мадагаскар

## ЛетомвСеверном полушарии
- Финляндия
- Аландские острова ( Финляндия)
- Эстония
- Латвия
- Литва
- ПМР (непризнанное государство)[3][4]
- Румыния
- Болгария
- Греция
- Кипр
- Ливан
- Израиль
- ПНА
- Украина (на неконтролируемых территориях — круглогодично)
- Молдова